# Энергетика Калужской области
Энергетика Калужской области — сектор экономики региона, обеспечивающий производство, транспортировку и сбыт электрической и тепловой энергии. По состоянию на конец 2020 года, на территории Калужской области эксплуатировались семь тепловых электростанций общей мощностью 142,03 МВт. В 2020 году они произвели 217 млн кВт·ч электроэнергии.

## История
Первая электростанция на территории Калужской области появилась в 1894 году, она обеспечивала энергоснабжение машиностроительного завода в Людиново; в 1922 году её мощность составляла 1560 кВт. В Калуге дизельная электростанция была введена в эксплуатацию в 1912 году (по другим данным — в 1913 году), она обеспечивала электрическое освещение центральных улиц. Её мощность составляла 300 кВт. В 1929 году в соответствии с планом ГОЭЛРО Калуге была пущена новая, более мощная центральная городская электростанция мощностью 3 МВт (два генератора по 1,5 МВт). В 1937 году была введена в эксплуатацию ТЭЦ Калужского машиностроительного завода. В том же году были начаты подготовительные работы по строительству Калужской ГЭС мощностью 150 МВт на реке Оке, прекращённые после начала войны и более не возобновлявшиеся. Также в 1920-е — 1930-е годы в регионе строились небольшие гидроэлектростанции для энергоснабжения сельской местности.
В ходе Великой Отечественной войны Центральная городская электростанция была взорвана, оборудование ТЭЦ Калужского машиностроительного завода эвакуировано, также была разрушена система электроснабжения Людиново. Восстанавливалось энергетическое хозяйство региона со значительными трудностями, первый котёл на Центральной городской электростанции был вновь пущен в 1946 году. В 1948 году вводится в эксплуатацию ТЭЦ комбината синтетических душистых веществ (СДВ), ныне — Калужская ТЭЦ, вскоре после этого — ТЭЦ Калужского турбинного завода. В 1951 году со строительством линии электропередачи напряжением 110 кВ Калуга — Алексин энергосистема региона была подключена к энергосистеме Мосэнерго, ставшей ядром формирования единой энергосистемы страны. В 1950-х годах также активно развивается электрификация сельской местности, первоначально путём строительства небольших ГЭС и дизельных электростанций, а с 1955 года — также путём подключения к единой энергосистеме. Сплошная электрификация Калужской области была завершена в 1970 году с подключением последнего населённого пункта к централизованному энергоснабжению.
В мировую историю электроэнергетики Калужская область вошла в 1954 году, когда состоялся пуск Обнинской АЭС мощностью 5 МВт — первой в мире атомной электростанции. Обнинская АЭС эксплуатировалась до 2002 года, после чего на её базе был создан музей атомной энергетики.
В 1993 году электроэнергетический комплекс Калужской области был выделен из состава «Тулаэнерго» в ОАО «Калугаэнерго» (впоследствии в ходе реформы электроэнергетики России трансформированное в региональную электросетевую компанию). В 2011 году на Калужской ТЭЦ была введена в эксплуатацию газотурбинная установка мощностью 29,8 МВт, в 2012 году пущена Обнинская ТЭЦ-1 мощностью 21 МВт, в 2013 году — газопоршневая электростанция мощностью 6,22 МВт в пос. Воротынск.

## Генерация электроэнергии
По состоянию на конец 2020 года, на территории Калужской области эксплуатировались семь тепловых электростанций общей мощностью 142,03 МВт. Это Калужская ТЭЦ, Обнинская ТЭЦ-1, ГПЭС БТ пос. Воротынск, а также электростанции промышленных предприятий (блок-станции) — ТЭЦ ФЭИ, ТЭЦ ОАО «КТЗ» (две станции), Новокондровская ТЭЦ. В качестве топлива все они используют природный газ.

### Калужская ТЭЦ
Расположена в г. Калуга, является одним из источников теплоснабжения города. Представляет собой электростанцию смешанной конструкции, включающей паротурбинную и газотурбинную часть. Турбоагрегаты станции введены в эксплуатацию в 1949, 2001 и 2011 годах. Установленная электрическая мощность станции — 41,8 МВт, тепловая мощность — 110,1 Гкал/час. Фактическая выработка электроэнергии в 2019 году — 21,7 млн кВт·ч. Оборудование паротурбинной части станции включает в себя два турбоагрегата мощностью по 6 МВт и два котлоагрегата, газотурбинной части — одну газотурбинную установку мощностью 29,8 МВт и котёл-утилизатор. Принадлежит ПАО «Квадра»

### Обнинская ТЭЦ-1
Расположена в г. Обнинске, является одним из источников теплоснабжения города. По конструкции представляет собой газотурбинную теплоэлектроцентраль (ГТУ-ТЭЦ). Введена в эксплуатацию в 2012 году. Установленная электрическая мощность станции — 21 МВт, тепловая мощность — 48,46 Гкал/час. Фактическая выработка электроэнергии в 2019 году — 92,8 млн кВт·ч. Оборудование станции включает в себя одну газотурбинную установку, котёл-утилизатор и два водогрейных котла. Принадлежит ПАО «Калужская сбытовая компания».

### ГПЭС БТ пос. Воротынск
Расположена в пос. Воротынск, является одним из источников теплоснабжения посёлка. По конструкции представляет собой газопоршневую когенерационную электростанцию. Введена в эксплуатацию в 2013 году. Установленная электрическая мощность станции — 6,22 МВт, тепловая мощность — 5,176 Гкал/час. Оборудование станции включает в себя четыре газопоршневые установки мощностью по 1,555 МВт с котлами-утилизаторами. Принадлежит ООО «Каскад-Энергосбыт».

### ТЭЦ ОАО «КТЗ» (цех 25)
Расположена в г. Калуге, обеспечивает энергоснабжение Калужского турбинного завода, также является одним из источников теплоснабжения города. Крупнейшая по мощности электростанция региона. По конструкции представляет собой паротурбинную теплоэлектроцентраль. Турбоагрегаты станции введены в эксплуатацию в 1959—1963 годах. Установленная электрическая мощность станции — 43 МВт, тепловая мощность — 173,32 Гкал/час. Оборудование станции включает в себя три турбоагрегата, мощностью 6 МВт, 12 МВт и 25 МВт, а также четыре котлоагрегата.

### ТЭЦ ОАО «КТЗ» (цех 55)
Расположена в г. Калуге (п. Турынино), обеспечивает энергоснабжение Калужского турбинного завода, также является одним из источников теплоснабжения города. По конструкции представляет собой паротурбинную теплоэлектроцентраль. Турбоагрегат станции введён в эксплуатацию в 2002 году. Установленная электрическая мощность станции — 12 МВт, тепловая мощность — 70,2 Гкал/час. Оборудование станции включает в себя один турбоагрегат и четыре котлоагрегата.

### Новокондровская ТЭЦ
Расположена в г. Кондрово, обеспечивает энергоснабжение Кондровской бумажной фабрики, также является основным источником теплоснабжения города. По конструкции представляет собой паротурбинную теплоэлектроцентраль. Установленная электрическая мощность станции — 12 МВт, тепловая мощность — 136,5 Гкал/час. Оборудование станции включает в себя два турбоагрегата мощностью по 6 МВт. Принадлежит ООО «Новокондровская ТЭЦ».

### ТЭЦ ФЭИ
Расположена в г. Обнинске, обеспечивает энергоснабжение Физико-энергетического института. По конструкции представляет собой паротурбинную теплоэлектроцентраль, фактически с 2002 года электроэнергию не вырабатывает и эксплуатируется как котельная. Введена в эксплуатацию в 1952 году. Установленная электрическая мощность станции — 6 МВт, тепловая мощность — 205,2 Гкал/час. Оборудование станции включает в себя один турбоагрегат, два котлоагрегата и три водогрейных котла. Принадлежит АО «ГНЦ РФ ФЭИ».

## Потребление электроэнергии
Потребление электроэнергии в Калужской области (с учётом потребления на собственные нужды электростанций и потерь в сетях) в 2020 году составило 7065,5 млн кВт·ч, максимум нагрузки — 1222 МВт. Таким образом, Калужская область является энергодефицитным регионом по электроэнергии и мощности, дефицит покрывается за счёт перетоков из соседних энергосистем (в основном из Смоленской области). В структуре потребления электроэнергии в регионе лидирует потребление населением — 33 %, потребление металлургией составляет 12 %, сельским хозяйством — 10 %. Крупнейшие потребители электроэнергии (по итогам 2019 года): ООО «НЛМК-Калуга» — 691 млн кВт·ч, ОАО «РЖД» — 237 млн кВт·ч, ООО «Холсим (Рус) СМ» — 197 млн кВт·ч. Функции гарантирующего поставщика электроэнергии выполняет ПАО «Калужская сбытовая компания».

## Электросетевой комплекс
Энергосистема Калужской области входит в ЕЭС России, являясь частью Объединённой энергосистемы Центра, находится в операционной зоне филиала АО «СО ЕЭС» — «Региональное диспетчерское управление Региональное диспетчерское управление энергосистем Смоленской, Брянской и Калужской областей» (Смоленское РДУ). Энергосистема региона связана с энергосистемами Московской области по одной ВЛ 500 кВ, двум ВЛ 220 кВ и двум ВЛ 110 кВ, Тульской области по шести ВЛ 220 кВ, восьми ВЛ 110 кВ и одной ВЛ 35 кВ, Смоленской области по одной ВЛ 500 кВ и одной ВЛ 220 кВ, Брянской области по одной ВЛ 220 кВ, трём ВЛ 110 кВ и одной ВЛ 354 кВ, Рязанской области по одной ВЛ 500 кВ.
Общая протяжённость линий электропередачи напряжением 110—500 кВ составляет 3263,0 км, в том числе линий электропередачи напряжением 500 кВ — 127,7 км, 220 кВ — 1154,6 км, 110 кВ — 1980,7 км. Магистральные линии электропередачи напряжением 220—500 кВ эксплуатируются филиалом ПАО «ФСК ЕЭС» — «Приокское ПМЭС», распределительные сети напряжением 110 кВ и ниже — филиалом ПАО «Россети Центр» — «Калугаэнерго» (в основном) и территориальными сетевыми организациями.